# Non dico altro
Non dico altro (Enough Said) è un film del 2013 diretto da Nicole Holofcener, con protagonisti Julia Louis-Dreyfus e James Gandolfini.

## Trama
Los Angeles, Eva è una massaggiatrice a domicilio divorziata, il suo ménage familiare è composto dalla cara amica Sarah e suo marito, dalla figlia Ellen, che sta per andare al college, e la sua migliore amica perennemente a casa loro. Una sera ad una festa incontra Albert, esperto di storia della televisione, e Marianne una poetessa che diventerà una sua cliente e poi amica. Dopo alcuni tentennamenti Eva inizierà una relazione con Albert, con cui condivide un matrimonio fallito alle spalle e una imminente separazione dall'unica figlia.

## Distribuzione
Il 6 agosto 2013 è stato diffuso il primo trailer del film. Il film è stato presentato al Toronto International Film Festival e distribuito nei cinema statunitensi a partire dal 20 settembre 2013 ed in Italia il 15 maggio 2014.

## Riconoscimenti
- 2014 - Golden Globe
  - Nomination Migliore attrice in un film commedia o musicale a Julia Louis-Dreyfus